# Чепанг
Чепанг — народ, проживающий на территории Непала. Большая часть проживает в долинах рек Лотхар-Кхола и Мале-Кхола, а также на склонах горного хребта Махабхарат. Отдельные группы представителей народа чепанг населяют территорию в южной части Непала, к северу от реки Рапти. 
В 1977 году король Бирендра назвал чепангов "праджа" (подданные короля). Это название использовалось чепангами некоторое время, поскольку они считали свое этническое наименование уничижительным. Однако, впоследствии, особенно после создания Nepal Chepang Association в 1998 году, молодое поколение вернулось к использованию названия "чепанг", подчеркивая свою этническую идентичность. В 2004 году правительство Непала официально признало термин "чепанг" для использования в свидетельствах о гражданстве.
Чепанги имеют свой язык (чепанг-бхаса), принадлежащий тибето-бирманской языковой семье, и собственные духовные верования. По данным Непальской ассоциации чепангов (NCA), чепанги — "пракрити пуджак" (природопоклонники), почитающие различные природные элементы. Исторически доминирующее индуистское влияние приводило к тому, что традиционные верования чепангов рассматривались как часть индуизма. С 1981 года наблюдается рост числа чепангов, принявших христианство, первоначально распространенное лингвистом из Новой Зеландии. Это явление имеет двойственное значение: с одной стороны, миссионеры способствовали снижению уровня потребления алкоголя и табака, а также предоставляли образовательные и медицинские услуги; с другой стороны, распространение христианства рассматривается некоторыми активистами NCA как угроза сохранению традиционных знаний, в частности, использования лекарственных растений (личное сообщение с Яманом Чепангом, членом NCA, 27 февраля 2009). 
Чепанги отмечают как индуистские, так и собственные праздники, важнейшим из которых является Нваги (Чхонам), праздник нового урожая.

## Демография и расселение
Согласно переписи населения 2001 года, общая численность чепангов составляла 52 237 человек, что составляло 0,23% от общей численности населения Непала. Более 95% чепангов проживают в четырех районах: Читван (40,67%), Макаванпур (29,39%), Дхадинг (20,82%) и Горкха (5,25%). Они преимущественно населяют горные комитеты развития деревень (VDC) в этих районах. Несмотря на близость основных автомагистралей, многие поселения чепангов остаются труднодоступными из-за отсутствия подъездных дорог.

## Экономика
Чепанги относятся к категории маргинализированных коренных народностей Непала, характеризующихся высоким уровнем бедности, неграмотности, отсутствием продовольственной безопасности и ограниченным доступом к ресурсам. Традиционно чепанги занимались подсечно-огневым земледелием (кхория), что привело к отсутствию юридических прав на используемые земли. Национализация лесов в 1957 году и Лесной закон 1993 года ограничили доступ чепангов к лесным ресурсам, подрывая их традиционный образ жизни, основанный на охоте и собирательстве. 
Основным занятием чепангов является сельское хозяйство, однако производимого продовольствия часто недостаточно для обеспечения годовой потребности. В неурожайные периоды чепанги полагаются на собирательство дикорастущих растений. Дополнительными источниками дохода служат животноводство, наёмный труд, сбор и продажа недревесных лесных продуктов, ремесла и денежные переводы. Зачастую чепанги вынуждены брать займы у других общин, которые погашают, продавая продукты сельского хозяйства или лесные ресурсы.